# Homoseksualiteit in het Oude Rome

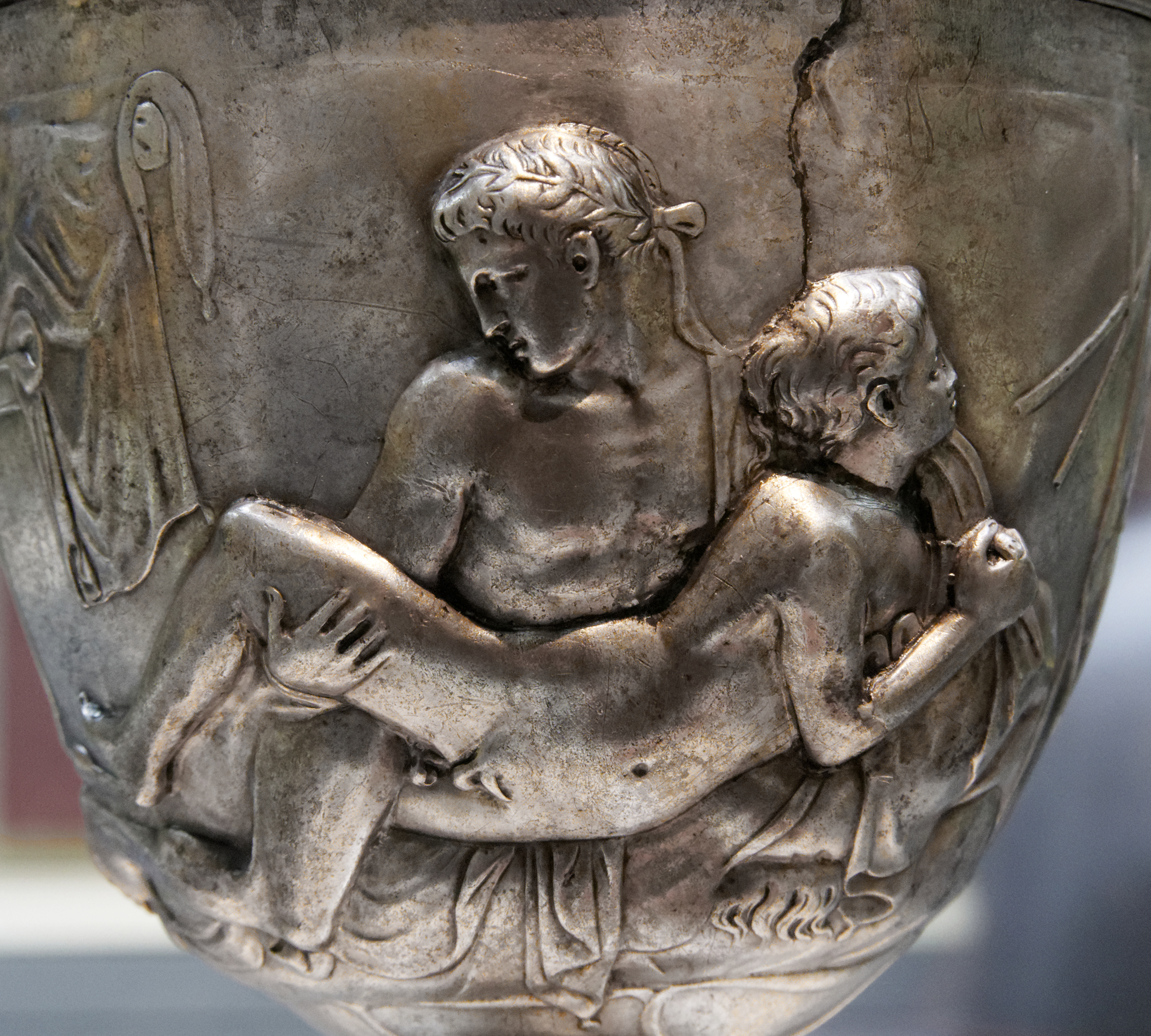
Romeinse drinkschaal (Warren Cup) met een man en een jongeling.

Homoseksualiteit in het Oude Rome, althans de homoseksualiteit tussen mannen, was geen groot taboe en werd op verscheidene vlakken als normaal beschouwd. Over het voorkomen van lesbisme, seksuele betrekkingen tussen vrouwen, is vrijwel niets bekend.

## Homoseksualiteit door de Romeinse geschiedenis heen

### Vroege republiek
In de vroege Romeinse Republiek werd pederastie beschouwd als een ontaard Grieks gebruik en werd over het algemeen verboden of gewoon niet gedaan.

### Midden en Late Republiek
Daar tijdens de late Republiek en het principaat de Griekse opvattingen geleidelijk aan doordrongen tot in Rome, dook er nu een nieuwe vorm van homoseksuele relaties op die verschillend was van die in het oude Griekenland, maar aan deze veel was verschuldigd. Daar mannen, en in het bijzonder de pater familias, een absoluut gezag (patria potestas) uitoefenden binnen de Romeinse maatschappij, werden Romeinse homoseksuele relaties dikwijls door meester-slaaf-verhoudingen gekarakteriseerd. Daarenboven verbood de Lex Scatinia in 226 v.Chr. (consensuele of niet-consensuele) relaties, mannelijke prostitutie en seksuele passiviteit met betrekking tot vrijgeboren jongens en meisjes. Slaven waren echter nog steeds wettige seksuele partners, dikwijls - indien niet altijd - zonder hun instemming. Kort samengevat was het acceptabel dat een volwassen Romeinse burgerman penetreerde (zowel mannen als vrouwen), maar niet dat hij zelf werd gepenetreerd - catamite werd dan ook vaak als een scheldwoord gebruikt.

### Keizertijd
Mogelijk was Nero de eerste keizer die een huwelijk met een man aanging. Claudius schijnt van de eerste twaalf keizers de enige zijn geweest die uitsluitend vrouwen als bedgenoten nam.
De pederastie verloor grotendeels haar status als ritueel deel van de opvoeding - een proces dat reeds door de meer en meer verfijnde en kosmopolitische Grieken was ingezet - en werd in plaats daarvan gezien als een activiteit die hoofdzakelijk door seksuele verlangens gedreven werd, en kon wedijveren met het verlangen naar vrouwen. De sociale aanvaarding van pederastische relaties nam in de loop der tijden af. Conservatieve denkers veroordeelden het - samen met andere vormen van vermaak. Tacitus valt de Griekse gewoonten van "gymnasia et otia et turpes amores" aan (gymnasia en luiheid en schandelijke liefde).
Andere schrijvers deden geen moeite om pederastie kost wat kost te bekritiseren, maar de verschillende aspecten ervan werden geloofd of afgekeurd. Martialis schijnt het te hebben begunstigd, waarin hij zo ver ging dat hij niet het seksuele gebruik van de catamite maar de aard ervan als jongen als essentieel zag: toen hij door zijn vrouw "in een jongen" werd betrapt en zij aanbood "dezelfde daad" met haar te doen, antwoordt hij met een lijst van mythologische figuren die, ondanks getrouwd te zijn, jonge mannelijke minnaars namen en eindigde met haar aanbod af te slaan daar "een vrouw slechts twee vagina's heeft". Bij de Romeinen bereikte pederastie haar laatste hoogtepunt tijdens de regering van de hellenofiele keizer Hadrianus. Een man wiens passie voor jongens die van zijn voorganger, Traianus, evenaarde. Hij werd verliefd op Antinous, een jonge Griekse tiener en liet zijn eromenos vergoddelijken toen deze voortijdig kwam te overlijden.

## Romeinse visie op seksualiteit
De taboe was niet het geslacht, zoals later vanaf de Middeleeuwen wel het geval werd, maar de sociale en juridische status en het actief/passief zijn bij de seksuele omgang. Zo mocht bijvoorbeeld een vrij man nooit passief zijn en mocht een vrouw nooit actief zijn. Indien men dit toch deed, deed men aan stuprum. Uitzonderingen waren kinderen: zij konden zich, omdat ze nog geen volwaardige burgers waren, ook passief gedragen zonder dat dit een smaad op hen wierp.
Aparte gevallen waren anderzijds vrije jongemannen die op het punt stonden om vrije burgers te worden. Ook zij mochten nooit passief zijn bij seksuele betrekkingen, omdat dat een verstoring van het normale proces richting mannelijkheid was.
Voor gehuwde vrije vrouwen gold dat ze enkel gepenetreerd mochten worden door hun echtgenoot, terwijl hun (vrije) echtgenoot met vrijwel iedereen seks mocht hebben, zolang hij maar niet passief was.

## Homohuwelijken
Hoewel het onzeker is of hij wel de eerste was die dit deed, was Nero waarschijnlijk de eerste keizer van Rome die een man huwde. In 342 werden homohuwelijken uiteindelijk verboden in het Imperium Romanum. Op 6 augustus 390 vaardigde Theodosius I een edict uit dat homoseksuele personen tot de brandstapel veroordeelde. Het Romeinse Rijk was inmiddels christelijk gemaakt en de relatieve vrijheid voor homoseksuelen verdween.

## Enkele voorbeelden van bekende homo- en/of biseksuele Romeinen
- De redenaar, politicus en filosoof Marcus Tullius Cicero bezong de kussen die hij van zijn slaafsecretaris kreeg.
- De beroemde schrijver Vergilius voelde zich uitsluitend aangetrokken tot jongens.
- Keizer Hadrianus had de Griekse jongen Antinous als geliefde en richtte na diens dood een officiële cultus voor hem in.